# Sävsebosjön
Sävsebosjön är en sjö i Vetlanda kommun i Småland och ingår i Emåns huvudavrinningsområde. Sjön är 8 meter djup, har en yta på 0,13 kvadratkilometer och befinner sig 157,1 meter över havet.

## Delavrinningsområde
Sävsebosjön ingår i det delavrinningsområde (635948-146985) som SMHI kallar för Mynnar i Saljen. Medelhöjden är 208 meter över havet och ytan är 42,14 kvadratkilometer. Det finns inga delavrinningsområden uppströms utan avrinningsområdet är högsta punkten. Sävseboån som avvattnar avrinningsområdet har biflödesordning 4, vilket innebär att vattnet flödar genom totalt 4 vattendrag innan det når havet efter 138 kilometer. Delavrinningsområdet består mestadels av skog (63 %) och jordbruk (22 %). Avrinningsområdet har 1,25 kvadratkilometer vattenytor vilket ger det en sjöprocent på 3 %.